# Zielona Góra (Beskid Niski)
Zielona Góra (690 m) – zalesiony szczyt górski w północno-zachodniej części Beskidu Niskiego, w Górach Grybowskich.
Leży w masywie Maślanej Góry, ok. 1,7 km na północny zachód od jej wierzchołka. Od Wierzchołka Maślanej Góry oddziela ją wyraźna przełączka (ok. 647 m), spod której w kierunku północnym spływa potok Szalówka, zaś w kierunku południowym – Cisowy Potok. Ku północy, zachodowi i południowemu zachodowi od szczytu Zielonej Góry wybiegają długie grzbiety, mocno rozdzielane drobnymi ciekami wodnymi, opadające odpowiednio ku Szalowej, Stróżom i Gródkowi.
Północnymi stokami, tuż pod szczytem Zielonej Góry przebiega zielono znakowany szlak turystyczny ze Stróż przez Maślaną Górę do Szymbarku. Sam szczyt Zielonej Góry, całkowicie zalesiony i pozbawiony widoków, nie stanowi atrakcji turystycznej.